# María Isabel de Austria (1743-1808)
María Isabel de Austria (en alemán, Maria Elisabeth von Österreich; Viena, 13 de agosto de 1743-Linz, 22 de septiembre de 1808) fue una archiduquesa de Austria, sexta hija de la emperatriz María Teresa I y del emperador Francisco I del Sacro Imperio Romano Germánico.
Teniendo escasas posibilidades de contraer un buen matrimonio, María Teresa la destinó junto a su hermana mayor, María Ana, a un convento. Tal solución resultaba conveniente para las exigencias de la dinastía; las monjas de alto linaje podían conseguir rápidamente el título de abadesa y así ayudar a los intereses de sus familias.

## Primeros años

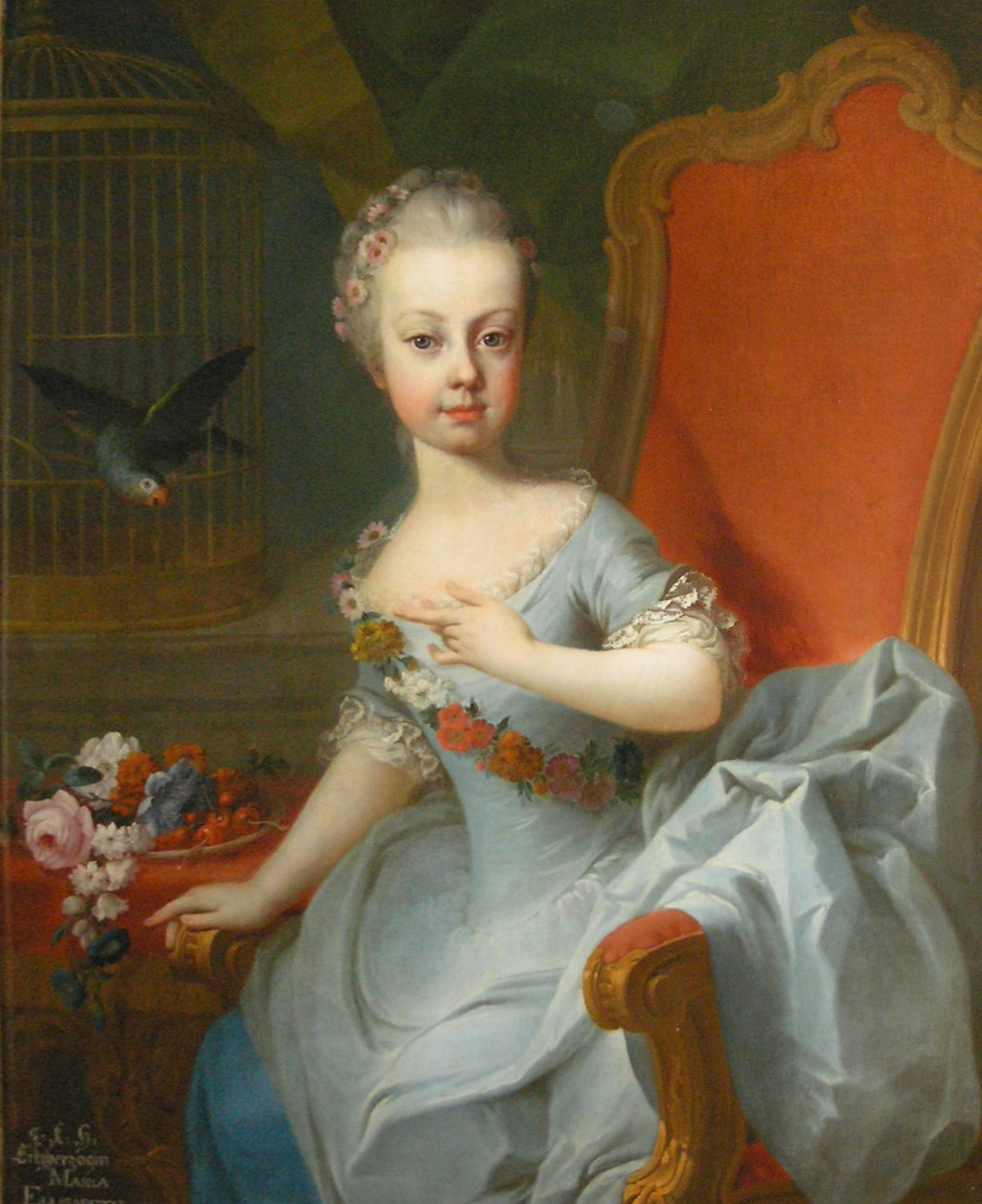
María Isabel de niña.

Su nombre se debía a una hermana mayor que había muerto tres años antes de su nacimiento. Era muy hermosa durante su primera juventud, incluso era considerada la más hermosa de sus hermanas. Por lo tanto, había grandes esperanzas para asegurar un matrimonio del estado más alto posible. Durante el período de 1756-1763, cuando normalmente tendría que estar ya prometida o casada, había dificultades para encontrar un partido considerado adecuado a su edad, y su estado civil se complicó debido a las complicaciones políticas durante la guerra de los Siete Años. Como una adulta en la corte imperial, su madre estaba preocupada por la reputación de María Isabel. 
El mismo rey Luis XV de Francia la consideró para pedir su mano una vez viudo, como una forma de fortalecer la alianza entre Francia y Austria para que ella y su hermana, María Antonieta, fueran reinas una tras otra; primero María Isabel se casaría con el rey actual y María Antonieta se casaría con su nieto. Sin embargo sus aspiraciones al trono de Francia terminaron bruscamente cuando contrajo viruela, enfermedad que llevó a la muerte a varios de sus hermanos. Logró sobrevivir pero su rostro quedó marcado y su cuello desfigurado, haciéndola no apta para ese matrimonio.

## Vida eclesiástica

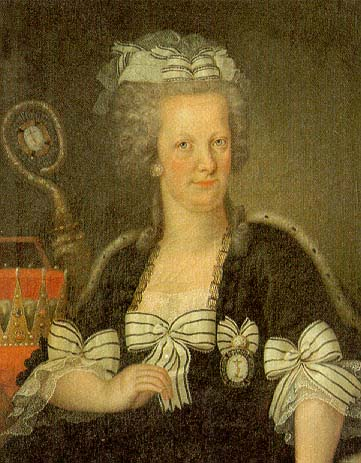
María Isabel de Habsburgo-Lorena en la adultez por Franz Altmutter.

Teniendo escasas posibilidades de contraer un buen matrimonio, María Teresa la destinó junto a su hermana mayor, María Ana, a un convento. Tal solución resultaba conveniente para las exigencias de la dinastía, las monjas de alto linaje podían conseguir rápidamente el título de abadesa y así ayudar a los intereses de sus familias.
Normalmente las monjas nobles continuaban con su vida de comodidades y lujos dentro de los muros sacros.
María Isabel se convirtió, tras la muerte de su madre en 1780, en abadesa del Convento Teresiano de Innsbruck.

## Títulos y tratamientos
Esta tabla aún no está actualizada. Puedes contribuir aportando información sobre títulos y tratamientos de esta persona.

## Ascendencia
| María Isabel | Padre: Francisco I del Sacro Imperio Romano Germánico | Abuelo paterno: Leopoldo I de Lorena                         | Bisabuelo paterno: Carlos V de Lorena                            |
| María Isabel | Padre: Francisco I del Sacro Imperio Romano Germánico | Abuelo paterno: Leopoldo I de Lorena                         | Bisabuela paterna: Leonor María Josefa de Austria                |
| María Isabel | Padre: Francisco I del Sacro Imperio Romano Germánico | Abuela paterna: Isabel Carlota de Borbón-Orleans             | Bisabuelo paterno: Felipe I de Orleans                           |
| María Isabel | Padre: Francisco I del Sacro Imperio Romano Germánico | Abuela paterna: Isabel Carlota de Borbón-Orleans             | Bisabuela paterna: Isabel Carlota del Palatinado                 |
| María Isabel | Madre: María Teresa I de Austria                      | Abuelo paterno: Carlos VI del Sacro Imperio Romano Germánico | Bisabuelo materno: Leopoldo I del Sacro Imperio Romano Germánico |
| María Isabel | Madre: María Teresa I de Austria                      | Abuelo paterno: Carlos VI del Sacro Imperio Romano Germánico | Bisabuela materna: Leonor Magdalena del Palatinado-Neoburgo      |
| María Isabel | Madre: María Teresa I de Austria                      | Abuela materna: Isabel Cristina de Brunswick-Wolfenbüttel    | Bisabuelo materno: Luis Rodolfo de Brunswick-Wolfenbüttel        |
| María Isabel | Madre: María Teresa I de Austria                      | Abuela materna: Isabel Cristina de Brunswick-Wolfenbüttel    | Bisabuela materna: Cristina Luisa de Oettingen-Oettingen         |